# Texas Lightning
Texas Lightning ist eine Country-Band aus Hamburg. Die fünf Mitglieder interpretieren neben Coverversionen klassischer Country-Hits gängige Popsongs wie Like a Virgin (Madonna), Man in the Mirror (Michael Jackson) oder Ticket to Ride (The Beatles) im Country-Stil. Die Gruppe vertrat Deutschland beim Eurovision Song Contest 2006 in Athen mit dem selbstgeschriebenen Country-Song No No Never. Das Stück erreichte Platz eins der deutschen Singlecharts.

## Bandbiografie
Die Band wurde 1996 von Jon Flemming Olsen gegründet. Zum ersten Auftritt kam es erst am 23. Dezember 2000 im Hamburger Knust, der Bandname lautete damals noch Texas Lightning and the Rodeo Rockets. Nach zahlreichen Konzerten und zwei selbstproduzierten CDs nahmen die Musiker 2004 am ersten „Country-Musik-Förderpreis“ teil und gewannen.
Zwei der Bandmitglieder stiegen aus der Band aus und Olsen („The Flame“), bekannt als Imbissbudenbesitzer Ingo aus der Fernsehsendung Dittsche (WDR), konnte Olli Dittrich alias „Ringofire“, als Schlagzeuger gewinnen. Die Australierin Jane Comerford wurde neue Sängerin. Daneben sind noch Markus „Fastfinger“ Schmidt und Uwe „Friendly“ Frenzel Mitglieder der Gruppe. Am 22. August 2005 erschien das zweite Studioalbum der Band Meanwhile, Back at the Ranch … mit Country-Cover-Versionen bekannter Rock- und Pop-Titel, wie beispielsweise Kiss von Prince. Als Single wurde Like a Virgin ausgekoppelt. Im Herbst 2005 ging Texas Lightning auf Deutschland-Tournee.
Texas Lightning setzte sich am 9. März 2006 gegen Thomas Anders und Vicky Leandros bei der deutschen Vorentscheidung zum Eurovision Song Contest 2006 durch und vertrat Deutschland am 20. Mai 2006 in Athen beim Finale. Für ihre Wettbewerbskandidatur nahmen sie zum ersten Mal einen selbstgeschriebenen Country-Song (No No Never, Musik und Text von Jane Comerford) auf, der mehrere Wochen Platz eins der deutschen Singlecharts belegte. Bei der Entscheidung im Contest belegten sie Platz 14 bei 24 Teilnehmern. Im September veröffentlichten sie die Single I Promise und im Oktober eine Neuauflage des alten Albums unter dem Titel Meanwhile, Back at the Golden Ranch … mit sechs neuen Songs und einer Bonus-DVD.
Obwohl Texas Lightning im November 2008 das Ende ihrer Zusammenarbeit ankündigten, erschien am 17. April 2009 das neue Album Western Bound – eine Art Soundtrack zum Kinderfilm WineToons – Die Legende vom Schatz im Silbersee –, worauf die Band in Kooperation mit dem Babelsberger Filmorchester neue Lieder aufgenommen hat. Als Single wurde Seven Ways to Heaven ausgekoppelt, zudem auch ein Video produziert wurde. Am 28. August 2009 kündigte Texas Lightning an, dass Gründungsmitglied Jon Flemming Olsen die Band verlassen und durch Malte Pittner von Deichkind ersetzt werde.

## Name

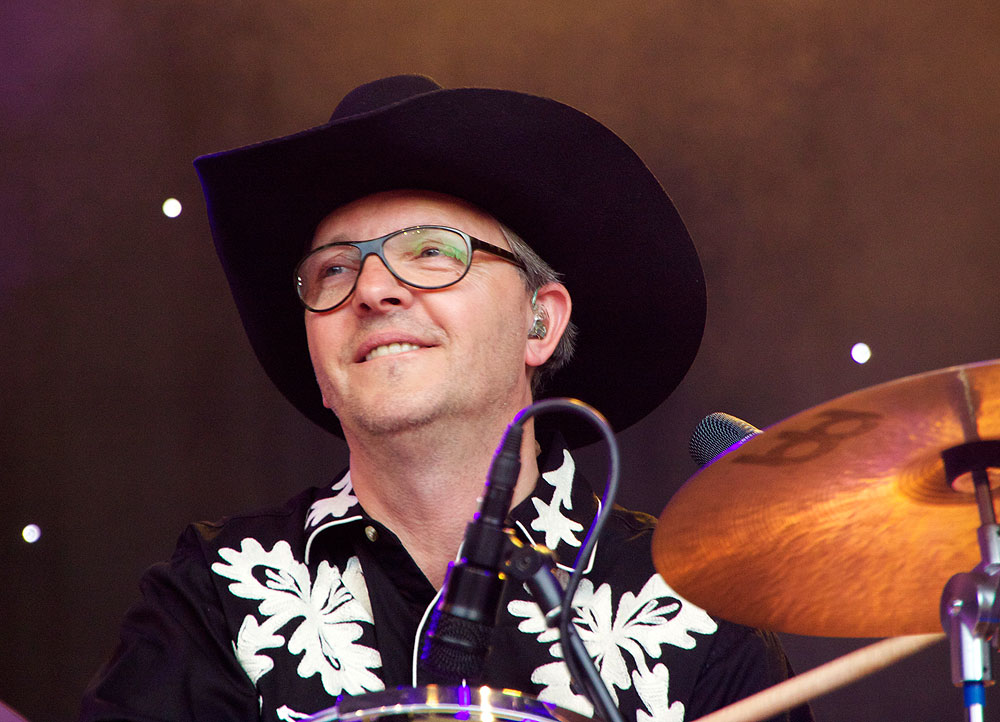
Olli Dittrich bei Texas Lightning (2011)

Der ehemalige Bandleader Jon Flemming Olsen hat in mehreren Fernseh-Talkshows den Namen der Band erläutert. Ihm zufolge trug die Formation bereits den Namen Texas Lightning, als sie von dem US-amerikanischen Schauspieler Larry Hagman über die Bedeutung dieses Begriffs aufgeklärt wurde. Demnach ist Texas Lightning in der US-amerikanischen Umgangssprache eine ironische Bezeichnung für eine Brandstiftung mit dem Ziel des Versicherungsbetrugs, im Deutschen als „warme Sanierung“, „Aufbrennen“ oder auch als „heißer Abriss“ bekannt.
Der Name des Albums Meanwhile, Back at the Ranch … bezieht sich auf eine in den USA gebräuchliche Redewendung, mit der man einen Themenwechsel einleitet, und die ursprünglich den Horse Operas (Fernsehwestern aus den 1950ern) entstammt.

## Auszeichnungen
- 2004
  - Country Music Förderpreis (als Texas Lightning and the Rodeo Rockets)
- 2006
  - Gewinner der deutschen Vorentscheidung beim Eurovision Song Contest
  - Ehrung des griechischen ESC-Fanclubs
  - Ehrenbürgerschaft des US-Bundesstaates Texas
  - Ehrenbürgerschaft der Stadt Texas, Queensland Australien
  - German Country Music Awards
    - Newcomer des Jahres
    - Gruppe des Jahres
    - Album des Jahres
    - Beste Songwriterin
    - Single des Jahres für No No Never

  - Napster Award
    - Most Played German Artist
    - Most Played German Song

## Diskografie

### Studioalben
| Jahr | Titel                                             | Höchstplatzierung, Gesamtwochen, AuszeichnungChartplatzierungen (Jahr, Titel, Platzierungen, Wochen, Auszeichnungen, Anmerkungen) | Höchstplatzierung, Gesamtwochen, AuszeichnungChartplatzierungen (Jahr, Titel, Platzierungen, Wochen, Auszeichnungen, Anmerkungen) | Höchstplatzierung, Gesamtwochen, AuszeichnungChartplatzierungen (Jahr, Titel, Platzierungen, Wochen, Auszeichnungen, Anmerkungen) | Anmerkungen                                                          |
| Jahr | Titel                                             | DE | AT | CH | Anmerkungen                                                          |
| ---- | ------------------------------------------------- | --- | --- | --- | -------------------------------------------------------------------- |
| 2002 | Call the Firebrigade, Honey, the Neighbors Got... | — | — | — | Erstveröffentlichung: 2002 als Texas Lightning and the Rodeo Rockets |
| 2005 | Meanwhile, Back at the Ranch...                   | DE3 Gold · (32 Wo.)DE | AT13 (15 Wo.)AT | CH28 (19 Wo.)CH | Erstveröffentlichung: 22. August 2005                                |
| 2006 | Meanwhile, Back at the Golden Ranch...            | DE31 (10 Wo.)DE | — | — | Erstveröffentlichung: 13. Oktober 2006                               |
| 2009 | Western Bound                                     | — | — | — | Erstveröffentlichung: 17. April 2009                                 |

### Singles
| Jahr | Titel Album                                                          | Höchstplatzierung, Gesamtwochen, AuszeichnungChartplatzierungen (Jahr, Titel, Album, Platzierungen, Wochen, Auszeichnungen, Anmerkungen) | Höchstplatzierung, Gesamtwochen, AuszeichnungChartplatzierungen (Jahr, Titel, Album, Platzierungen, Wochen, Auszeichnungen, Anmerkungen) | Höchstplatzierung, Gesamtwochen, AuszeichnungChartplatzierungen (Jahr, Titel, Album, Platzierungen, Wochen, Auszeichnungen, Anmerkungen) | Anmerkungen                          |
| Jahr | Titel Album                                                          | DE | AT | CH | Anmerkungen                          |
| ---- | -------------------------------------------------------------------- | --- | --- | --- | ------------------------------------ |
| 2005 | Like a Virgin Meanwhile, Back at the Ranch...                        | DE91 (1 Wo.)DE | — | — | Erstveröffentlichung: Oktober 2005   |
| 2006 | No No Never Meanwhile, Back at the Ranch...                          | DE1 Platin · (38 Wo.)DE | AT4 (34 Wo.)AT | CH6 (34 Wo.)CH | Erstveröffentlichung: März 2006      |
| 2006 | I Promise All My Love Tonight Meanwhile, Back at the Golden Ranch... | DE51 (9 Wo.)DE | AT61 (3 Wo.)AT | CH87 (2 Wo.)CH | Erstveröffentlichung: September 2006 |
| 2009 | Seven Ways to Heaven Western Bound                                   | DE80 (1 Wo.)DE | — | — | Erstveröffentlichung: April 2009     |